# Битва при Керлеше
Битва при Керлеше (венг. kerlési csata), также известна как Битва при Церхаломе (венг. cserhalmi csata) — случившееся в Трансильвании в 1068 году сражение между армией печенегов и огузов под командованием Осула и войском венгерского короля Шаламона и его двоюродных братьев — герцогов Гезы и Ласло.
В 1068 году захватчики ворвались в Трансильванию через перевалы Карпатских гор. Археологические находки позволяют предположить, что они разрушили как минимум три крепости, в том числе в Добоке и Сайосарваре. Они также совершили грабительский набег в районе Ньирсега к западу от Трансильвании. Взяв большую добычу, печенеги планировали покинуть Венгрию, но венгры устроили им засаду и уничтожили их на холме недалеко от Добоки. По народному преданию, воин-кочевник пытался бежать с поля боя с пленённой венгерской девушкой, но герцог Ласло победил его в поединке и убил.

## Предыстория
Между 895 и 1055 годами печенеги, народ тюркского происхождения, были доминирующей силой в Черноморско-Каспийской степи. Около 895 года они победили венгров, вынудив тех покинуть степь и поселиться в Центральной Европе. Около 45 лет спустя византийский император Константин VII Багрянородный писал, что одна из восьми печенежских «провинций» (то есть территорий, контролируемых одним из восьми племён) граничила с землями венгров. Согласно тому же источнику, земля печенегов находилась «далеко… в четырёх днях пути» от Венгрии. Сведений о вражде между печенегами и венграми в X веке нет. Напротив, по словам современного арабского географа Аль-Масуди, они в 934 году совместно вторглись в Византию.
Печенеги регулярно вторгались в Византию примерно с 1026 года, что предполагает их движение на запад от земель к востоку от Днепра в район Нижнего Дуная. Византийские историки Иоанн Скилица и Георгий Кедрин упоминают о столкновениях в 1040-х годах между печенегами и их восточными соседями огузами, которых оттеснили на запад через реку Волга половцы. Согласно им, конфликты были и у самих печенегов. Потерпев поражение в таком межплеменном конфликте, в начале 1040-х годов два клана печенегов переселились в Византию. Под давлением как половцев, так и русских князей, огузы переселились в регион Нижнего Дуная в 1060 году. Половцы разгромили переяславского князя Всеволода Ярославича в 1061 году и объединённое войско русских князей в 1068 году на реке Альте, что позволило им взять под свой контроль западные районы евразийских степей.
Венгрия подвергалась набегам соседних кочевых народов. Монеты, отчеканенные для короля Стефана и его преемника Петра, были найдены в Торде и Коложваре (ныне Турда и Клуж-Напока в Румынии) и других местах, что свидетельствует о том, что близлежащие крепости использовались в первой половине XI века. Согласно легендам, печенеги совершили грабительский набег на Трансильванию во время правления короля Стефана. В хрониках Генриха Мюглинского записано, что набег произошел в 1028 году. Аббат Тьерри из Сен-Юбер-ан-Арденн, который хотел путешествовать через Венгрию во время своего паломничества в Святую Землю в 1053 году, был вынужден вернуться из-за «вторжения варваров» в Венгрию. Историк Джонатан Райли-Смит связывает этих варваров с печенегами.
Закончившееся битвой при Керлесе вторжение печенегов произошло во время правления венгерского короля Шаламона, который взошел на престол с помощью Священной Римской империи в возрасте десяти лет в 1063 году. Его двоюродные братья Геза, Ласло и Ламберт пытались свергнуть его с помощью Польши, но он заключил с ними мир, предоставив Гезе герцогство их отца, которое включало части Венгрии к востоку от реки Тиса. Основная резиденция герцога Гезы находилась в крепости Бихар.

## Легенда
С битвой связана наиболее известная легенда о Ласло, канонизированном как король святой Ладислав. Согласно легенде, которая включает в себя элементы более ранних восточных сказаний, половецкий воин пытался сбежать с поля боя, взяв с собой прекрасную девушку из Надьварада. Ладсло сразился с ним, и, несмотря на ранение, убил «язычника». Легенда была записана вскоре после смерти Ладсло, поскольку в ней девушка была дочерью епископа Оради, а преемник Ладсло Коломан запретил браки епископов. Легенда была изображена на стенах многих церквей в Королевстве Венгрии, особенно на северных и юго-восточных территориях (в современной Словакии и Румынии).

### Первичная
- Constantine Porphyrogenitus: De Administrando Imperio (Greek text edited by Gyula Moravcsik, English translation b Romillyi J. H. Jenkins) (1967). Dumbarton Oaks Center for Byzantine Studies. ISBN 0-88402-021-5.
- John Skylitzes: A Synopsis of Byzantine History, 811—1057 (Translated by John Wortley with Introductions by Jean-Claude Cheynet and Bernard Flusin and Notes by Jean-Claude Cheynet) (2010). Cambridge University Press. ISBN 978-0-521-76705-7.
- Simon of Kéza: The Deeds of the Hungarians (Edited and translated by László Veszprémy and Frank Schaer with a study by Jenő Szűcs) (1999). CEU Press. ISBN 963-9116-31-9.
- The Hungarian Illuminated Chronicle: Chronica de Gestis Hungarorum (Edited by Dezső Dercsényi) (1970). Corvina, Taplinger Publishing. ISBN 0-8008-4015-1.

### Вторичная
- Berend, Nora. Central Europe in the High Middle Ages: Bohemia, Hungary and Poland, c. 900-c. 1300 / Nora Berend, Przemysław Urbańczyk, Przemysław Wiszewski. — Cambridge University Press, 2013. — ISBN 978-0-521-78156-5.
- Bóna, István. The Hungarian–Slav Period (895–1172) // History of Transylvania. — Akadémiai Kiadó, 1994. — P. 109–177. — ISBN 963-05-6703-2.
- Madgearu, Alexandru. The Romanians in the Anonymous Gesta Hungarorum: Truth and Fiction. — Romanian Cultural Institute, Center for Transylvanian Studies, 2005. — ISBN 973-7784-01-4.
- Curta, Florin. Southeastern Europe in the Middle Ages, 500–1250. — Cambridge University Press, 2006. — ISBN 978-0-521-89452-4.
- Makk, Ferenc. kerlési csata [Battle of Kerlés] // Korai magyar történeti lexikon (9–14. század) [Encyclopedia of the Early Hungarian History (9th–14th centuries)] :  [венг.]. — Akadémiai Kiadó, 1994. — P. 345. — ISBN 963-05-6722-9.
- Makk, Ferenc. Írott források az 1050–1116 közötti magyar történelemről [=Written Sources of the Hungarian History between 1050 and 1116] :  [венг.] / Ferenc Makk, Gábor Thoroczkay. — Szegedi Középkorász Műhely, 2006. — ISBN 978-963-482-794-8.
- Pálóczi Horváth, András. Pechenegs, Cumans, Iasians: Steppe Peoples in Medieval Hungary. — Corvina, 1989. — ISBN 963-13-2740-X.
- Riley-Smith, Jonathan. The First Crusaders, 1095–1131. — Cambridge University Press, 1998. — ISBN 0-521-64603-0.
- Spinei, Victor. The Romanians and the Turkic Nomads North of the Danube Delta from the Tenth to the Mid-Thirteenth century. — Koninklijke Brill NV, 2009. — ISBN 978-90-04-17536-5.
- Szakács, Béla Zsolt. Between Chronicle and Legend: Image Cycles of St Ladislas in Fourteenth-Century Hungarian Manuscripts // The Medieval Chronicle IV. — Rodopi B.V., 2006. — P. 149–176. — ISBN 978-90-420-2088-7.